# El cas del Doctor Petiot
El cas del Doctor Petiot (títol original: Docteur Petiot) és una pel·lícula francesa dirigida per Christian de Chalonge, estrenada el 1990. És l'adaptació cinematogràfica d'un dels més grans temes criminals francesos de després de la guerra. Ha estat doblada al català. Ha estat nominada en els premis César al millor actor (Michel Serrault)

## Argument
Aquest film relata la vida del doctor Petiot, metge francès que va ser acusat d'homicidis després del descobriment al seu domicili parisenc de les restes de vint-i-set persones l'endemà d'acabar-se la Segona Guerra mundial.

## Repartiment
- Michel Serrault: Doctor Marcel Petiot
- Pierre Romans: Drezner
- Zbigniew Horoks: Nathan Guzik
- Bérangère Bonvoisin: Georgette Petiot
- Olivier Saladin: el primer agent
- André Julien: Forestier
- Nini Crépon: Collard
- Maxime Collion: Gérard Petiot
- Aurore Prieto: Mme Guzik
- André Chaumeau: Célestin Nivelon
- Axel Bogousslavsky: Louis Rossignol
- Maryline Even: la mare del nen malalt
- Nita Klein: Mme Kern
- Dominique Marcas: Mme Valéry
- Martine Mongermont: Cécile Drezner
- Julien Verdier: el farmacèutic
- Lorella Cravotta: la veïna de Petiot
- Claude Degliame